# Real-time tactics
Real-time tactics is een computerspelgenre binnen de strategiespellen. Realtime-tacticsspellen spelen zich af in realtime en focussen zich op operationele strategie en militaire tactieken. 
Anders dan real-time strategy, is in realtime-tacticsspellen het beheren van gebouwen, geld en natuurlijke hulpbronnen weggelaten of van verminderd belang en ligt de focus meer op de inzet van eenheden en complexere militaire strategieën. 